# Pharmacie jésuite de Grodno
L'ancienne Pharmacie jésuite de Grodno (aujourd’hui Musée de la pharmacie) est un bâtiment historique de la ville de Hrodna (Biélorussie), sis sur la rue Stefana Batoryia, à la gauche de la cathédrale Saint-François-Xavier. Fondée en 1687 comme pharmacie du collège jésuite elle occupe de nouveaux bâtiments au XVIIIe siècle.  Après le départ des jésuites ils sont utilisés à diverses fonctions. Reconstruit en 1885 le bâtiment abrite depuis 1987 un Musée de la pharmacie.

## Histoire

### Pharmacie jésuite
Fondée en 1687 la pharmacie, au départ, fait partie du complexe scolaire du collège des jésuites.  Elle est au service de l’infirmerie du collège de Grodno. On y prépare les médicaments à base d’herbes sauvages et de plantes cultivées dans le jardin de la pharmacie. 
Son renom s’accroissant les activités de la pharmacie se développent hors du collège. Aussi un nouveau bâtiment est construit sur la place du marché (aujourd’hui place Batory), où elle s’installe en 1709. 

### Pharmacie universitaire
Lorsque les jésuites doivent quitter la ville, la pharmacie passa sous l'autorité de la Commission de l'éducation nationale qui la confie à la faculté de médecine de Hrodna (1775), sous l’autorité de l’université de Königsberg (aujourd’hui Kaliningrad) . Elle est dirigée de 1775 à 1783 par l’éminent botaniste français Jean-Emmanuel Gilibert, chargé de cours à la faculté, qui lui donne un nouvel essor.
Après la troisième partition de la Pologne (1795) Grodna passe sous autorité russe. La pharmacie est vendue à des particuliers, dont Jan Adamowicz, qui lui adjoint un laboratoire de chimie. Sous sa direction la pharmacie participe à l’étude des propriétés médicinales des plantes de la région et des eaux de la station thermale de la ville voisine de Druskininkai (aujourd’hui en Lituanie).

### Déclin
En 1881 la pharmacie appartient à la paroisse luthérienne. Un nouveau bâtiment est construit en 1885 et, en 1906, elle est achetée par le pharmacien polonais Edward Stępniewski, plus tard autorité municipale de Grodno.  Elle reste entre les mains de la famille jusqu’au début de la Seconde Guerre mondiale. 
Passant sous domination soviétique en 1939 la pharmacie est nationalisée et exploitée sous le nom de ‘Pharmacie d’état N°3, de Hrodna’. Pendant l'occupation allemande (1941-1944), une partie importante du personnel de la pharmacie fut assassinée par les occupants. Ses activités s’arrêtent et, après le retour sous domination de l’URSS, elle est pillée de ses meubles précieux et du matériel spécialisé. Le bâtiment lui-même est transformé en magasin.

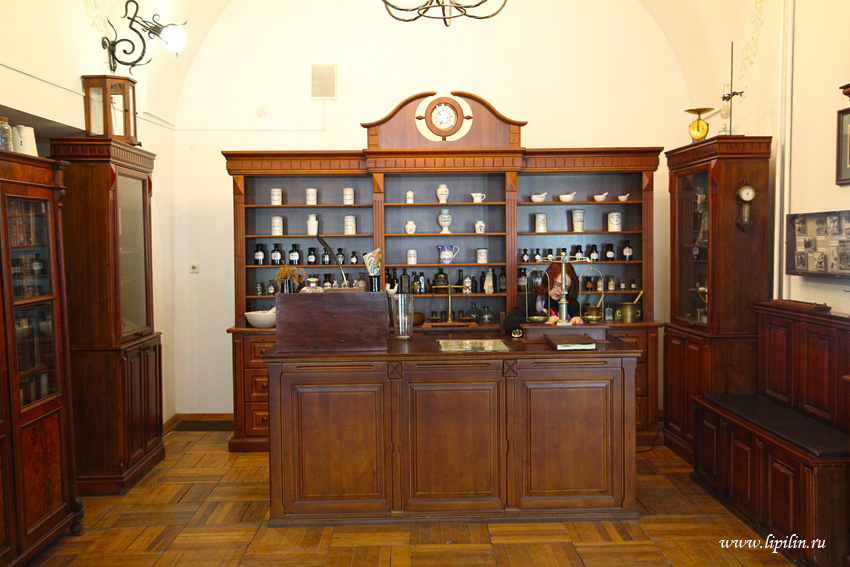
Salle intérieure du musée

### Musée de la pharmacie
Le projet d’un musée de la pharmacie prend naissance lors de la conférence internationale de 1987 commémorant le tricentenaire de l’ancienne pharmacie jésuite. Grodno (Hrodna) fait alors partie de la nouvelle Biélorussie, devenue un état indépendant.  La société « Biotest » est chargée de transformer le bâtiment en musée. Dans sa collection sont des documents et photographies illustrant l'histoire de la pharmacie, du matériel apothicaire et des médicaments des siècles passés.
L'Église Saint-François-Xavier, immédiatement voisine, qui faisant également partie du complexe scolaire des jésuites est aujourd’hui la cathédrale du diocèse catholique (latin) de Grodno (Hrodna).